# Joseph Casile
Pour les articles homonymes, voir Casile.
Joseph Casile, né le 25 février 1905 à Métlaoui et mort le 25 janvier 2007 à Paris, est un militaire français, Compagnon de la Libération. Sous-officier déjà expérimenté au moment du déclenchement de la Seconde Guerre mondiale, il choisit en 1940 de rallier les forces françaises libres et participe avec celles-ci aux campagnes d'Afrique du nord, du Proche-orient, d'Italie et de libération de la France.

## Biographie

### Jeunesse et engagement
Joseph Casile naît le 25 février 1905 à Métlaoui, dans le protectorat français de Tunisie, d'un père comptable. Il décide très tôt de s'engager dans l'armée et est affecté en 1923 au 12e régiment de tirailleurs tunisiens puis au 4e régiment de tirailleurs tunisiens où il est promu sergent en 1924. En 1925, il participe à la guerre du Rif et est blessé par balle en septembre. Après avoir été libéré en 1928, il se réengage deux ans plus tard et sert cette fois en Indochine de janvier 1931 à août 1934. En 1936, il est affecté au 8e régiment de tirailleurs sénégalais puis, après un séjour en Guyane, part pour le Levant en 1939.

### Seconde Guerre mondiale
Au moment où est déclenchée la Seconde Guerre mondiale, Joseph Casile est en poste en Syrie où il est affecté au 24e régiment d'infanterie coloniale. Promu sergent-chef en avril 1940, il suit ensuite les cours de chef de section en juin en vue de devenir officier. Lorsque l'armistice du 22 juin 1940 est signé, Casile refuse la défaite et décide de suivre le capitaine Raphaël Folliot qui, avec 130 hommes de sa compagnie, s'enfuit vers l'Égypte et rallie les forces françaises libres. La compagnie de fugitifs, une fois renforcée, sert de base à la constitution du 1er bataillon d'infanterie de marine qui entre dans les combats aux côtés de la 7e division blindée britannique. Le sergent-chef Casile participe alors à la guerre du désert en Égypte et en Libye où il prend part à la prise de Tobrouk en janvier 1941. Il combat ensuite lors de la campagne de Syrie et est promu adjudant le 1er septembre 1941. De retour en Libye, il est engagé dans la bataille de Bir-Hakeim de mai à juin 1942 puis dans la seconde bataille d'El Alamein en octobre au cours de laquelle il est blessé par un éclat d'obus. 
Promu adjudant-chef, il participe à la campagne de Tunisie avec la 1re division française libre au sein de laquelle il est affecté, en août 1943, au bataillon de marche no 21. Avec cette unité, Joseph Casile débarque en Italie en avril 1944 et participe à la libération du pays, notamment lors de la bataille du Garigliano. En août 1944, il débarque en Provence et remonte la vallée du Rhône avant de combattre dans les Vosges. Promu sous-lieutenant en janvier 1945, il suit la 1re DFL dans les Alpes où il termine la guerre.

### Après-guerre
Le conflit terminé, il reste militaire et effectue un séjour en Oubangui-Chari au cours duquel il est blessé. Il quitte l'armée en 1948 avec le grade de lieutenant et travaille d'abord comme chef comptable avant d'aller s'installer en Corse où il devient exploitant agricole. Joseph Cazile meurt le 25 janvier 2007 dans le 13e arrondissement de Paris. Il est inhumé à Valle-di-Mezzana en Corse.

## Décorations
|  |  |  |
|  |  |  |
|  |  |  |

| Commandeur de la Légion d'Honneur | Commandeur de la Légion d'Honneur | Compagnon de la Libération                                                                     | Compagnon de la Libération                                                                     | Médaille militaire                                      | Médaille militaire                                      |
| Croix de Guerre 1939-1945         | Croix de Guerre 1939-1945         | Croix de guerre des Théâtres d'opérations extérieurs                                           | Croix de guerre des Théâtres d'opérations extérieurs                                           | Médaille des blessés de guerre                          | Médaille des blessés de guerre                          |
| Croix du combattant volontaire    | Croix du combattant volontaire    | Médaille coloniale Avec agrafes "Maroc 1925", "Libye 1941", "Libye 1942" et "Bir-Hakeim 1942". | Médaille coloniale Avec agrafes "Maroc 1925", "Libye 1941", "Libye 1942" et "Bir-Hakeim 1942". | Médaille commémorative française de la guerre 1939-1945 | Médaille commémorative française de la guerre 1939-1945 |